# Гимн Венесуэлы
Песня «Gloria al Bravo Pueblo» (с исп. — «Слава храброму народу») была утверждена в качестве гимна Венесуэлы президентом Антонио Гусманом Бланко 25 мая 1881 года. Стихи были написаны врачом и журналистом Висенте Салиасом (Vicente Salias) в 1810. Вскоре композитор Хуан Хосе Ландаэта (Juan José Landaeta) написал к этим стихам музыку, но оба автора погибли после подавления испанцами Первой республики. Уже с 1840 года мелодия обрела популярность как «Венесуэльская Марсельеза» (La Marsellesa Venezolana), из-за сходства с французским гимном. Современная версия гимна, претерпевшая некоторые изменения, была опубликована в 1947 году.

## История
С самого начала интенсивной агитации к революции, в стране появилось очень много песен, призывающих к непримиримой освободительной борьбе и подчеркивающих героизм патриотов, однако ни одна из них не достигла той популярности, которую приобрела так называемая «Песнь Каракаса» (исп. Canción de Caracas), впоследствии ставшая национальным гимном.
По официальным данным, стихи к будущему гимну были написаны врачом и поэтом-революционером Висенте Салиасом (Vicente Salias) в апреле 1810 г, а чуть позже композитор Хуан Хосе Ландаэта (Juan José Landaeta) написал к ним музыкальное сопровождение. Несколько лет спустя (ориентировочно в 1814 г.), при подавлении испанцами так называемой «Первой Республики», оба автора были убиты.
Годами позже из-за сходства с французским гимном эту народную песню начали называть «Венесуэльской Марсельезой» (исп. La Marsellesa Venezolana). Также появилась гипотеза относительно истинных авторов композиции: согласно данным историков-музыковедов, ими могли быть поэт Андрес Белло (Andrés Bello) и композитор — дон Лино Галлардо(Lino Gallardo). Тем не менее никаких доказательств, подтверждающих данную теорию, не имеется.
С момента приобретения статуса Национального гимна в 1847 году несколько раз в него официально вносились некоторые поправки: так, в 1911 году музыка была несколько модернизирована Сальвадором Льямозасом (Salvador Llamozas), а в 1947 году Хуан Баутиста Плаза внёс определённые изменения в текст.

## Слова гимна
| Оригинал Gloria al bravo pueblo Que el yugo lanzó, La Ley respetando La virtud y honor. Gloria al bravo pueblo Que el yugo lanzó, La Ley respetando La virtud y honor. ¡Abajo Cadenas! Gritaba el Señor; Gritaba el Señor. Y el pobre en su choza, Libertad pidió. A este santo nombre Tembló de pavor, El vil egoismo Que otra vez triunfó; A este santo nombre, A este santo nombre Tembló de pavor, El vil egoismo Que otra vez triunfó, El vil egoismo Que otra vez triunfó. Gritemos con brío: Muera la opresión! Compatriotas fieles, La fuerza es la unión. Y desde el Empíreo, El supremo Autor, Un sublime aliento Al pueblo infundió. Unida con lazos Que el cielo formó, La América toda Existe en Nación. Y si el despotismo Levanta la voz, Seguid el ejemplo Que Caracas dio. | Перевод Слава храброму народу, Сбросившему ярмо. Закон уважая, Достоинство и честь. Слава храброму народу, Сбросившему ярмо. Закон уважая, Достоинство и честь. Цепи сбросьте! Призвал Господь; Призвал Господь. И бедняк в своей лачуге Свободу попросил. Пред этим именем святым Дрожал от страха И подлый эгоизм Который снова победил; Пред этим Именем святым, Пред этим Именем святым Дрожал от страха, И подлый эгоизм Который снова победил, И подлый эгоизм, Который снова победил. Так крикните с пылом: Смерть угнетенью! Преданных патриотов Сила союза. И от сил Небесных Сам Великий Творец Возвышенный дух В людей вдохнул. В тесных узах, Созданных Небом, Вся Америка существует как нация. И если деспотизма Поднимется глас То следуй примеру Что дал Каракас. |